# (34458) 2000 ST90
2000 أس تي 90 (ويعرف أيضًا باسم (34458) 2000 أس تي 90 وفق تسمية الكوكب الصغير) (بالإنجليزية: 2000 ST90)‏؛ هو كويكب ضمن حزام الكويكبات.
اكتُشف هذا الجُرم الفلكي بواسطة بحث لنكولن عن الكويكبات القريبة من الأرض في 22 سبتمبر 2000، وترتيبه 34458 من حيث الاكتشاف.

## الوصف
اكتُشف 344582000ST في 22 سبتمبر 2000 في مرصد ماغدالينا ريدج، الواقع في مقاطعة سوكورو، نيومكسيكو في الولايات المتحدة، بواسطة مشروع بحث لنكولن عن الكويكبات القريبة من الأرض (بالإنجليزية: Lincoln Near-Earth Asteroid Research)‏ LINEAR. وقد رصد المشروع 1,614 مشاهدة للكويكب إلى غاية 10 نوفمبر 2021 بتوقيت منطقة المحيط الهادئ، أي في مدة قدرها 10,743 يومًا (29.4 عام). تستغرق الفترة المدارية للكويكب 1,320 يومًا (3.6 عام).

## الخصائص المدارية
يتميز مدار هذا الكويكب بنصف محور رئيسي يبلغ 2.36 وحدة فلكية، وحضيض قدره 2.04 وحدة فلكية، وانحراف قدره 0.135 وزاوية ميلان 24 درجة بالنسبة لمسار الشمس. بسبب هذه الخصائص، أي نصف المحور الرئيسي بين 2 و3.2 وحدة فلكية وحضيض أكبر من 1,666 وحدة فلكية، يُصنف هذا الجُرم الفلكي وفقًا لقاعدة بيانات مختبر الدفع النفاث لأجرام النظام الشمسي الصغيرة كائنًا من حزام الكويكبات الرئيسي.

## الخصائص الفيزيائية
يُقدر القدر المطلق (H) لـ344582000ST بـ14.53 ووضاءته بـ0.434، مما يمكِّن تقدير قطره بـ 3.129كم. استُخلصت هذه النتائج بفضل ملاحظات مستكشف الأشعة تحت الحمراء عريض المجال (WISE)، وهو مرصد فضائي أمريكي وُضع في المدار في عام 2009 ويراقب السماء بأكملها بالأشعة تحت الحمراء، في عام 2011، نُشرت النتائج الأولى المتعلقة بالكويكبات من الحزام الرئيسي.

## وصلات خارجية
- (34458) 2000 ST90 في قاعدة بيانات مختبر الدفع النفاث لأجرام النظام الشمسي الصغيرة

- الاكتشاف · مخطط المدار ·  العناصر المدارية · المعلمات المادية

- (34458) 2000 ST90 على موقع ويكي سكاي: DSS2, SDSS, GALEX, IRAS, Hydrogen α, X-Ray, Astrophoto, Sky Map, Articles and images